# Wahlkampfabkommen
Ein Wahlkampfabkommen ist eine Vereinbarung zwischen konkurrierenden Parteien um den Einsatz bestimmter Wahlkampfformen zu beschränken oder auszuschließen. Dieses umfasst in der Regel die allgemeine Vereinbarung eines fairen Wahlkampfstils. Auch die Festlegung einer Oberanzahl der Wahlkampfplakate im öffentlichen Raum gehört insbesondere in kommunalen Wahlkampfabkommen zu üblichen Vereinbarungen.
Während Wahlkampfabkommen heute im kommunalen Bereich vereinzelt noch üblich sind, sind in Deutschland auf Bundesebene seit 1980 vergleichbare Vereinbarungen nicht mehr getroffen worden. Im Vorfeld der damaligen Bundestagswahl leitete der ehemalige evangelische Militärbischof Hermann Kunst als Vorsitzender eine Schiedskommission, welche die Einhaltung des Wahlkampfabkommens überwachen sollte.